# Kupol Persej
Kupol Persej är en bergstopp i Antarktis. Den ligger i Östantarktis. Norge gör anspråk på området. Toppen på Kupol Persej är 15 meter över havet.
Terrängen runt Kupol Persej är platt. Havet är nära Kupol Persej åt nordost. Trakten är obefolkad. Det finns inga samhällen i närheten.